# 八二三事件
八二三事件是指1966年8月23日下午，北京的红卫兵等从北京市文联、文化局揪出老舍等约30人由卡车运至国子监进行公开地暴力批斗，次日深夜老舍不堪受辱而投湖自尽之事。该事件爆发于北京“红八月”期间。

## 背景
1966年8月8日，中共中央通过了《中国共产党中央委员会关于无产阶级文化大革命的决定》（即“十六条”），除了鼓动群众起来批判资产阶级的反动学术权威，还提出了“要用文鬥，不用武鬥”的规定；但8月18日，毛泽东在天安门广场接见百万红卫兵，鼓动他们“要武嘛”，随后红卫兵的暴力活动升级。

## 经过
1966年7月，北京市文化局（与文联毗邻）开始文革运动，红卫兵对文化局局长赵鼎新等人进行批斗，萧军也被点名批评；并要求萧军“低头认罪”，但由于萧军据理力争，故效果“不理想”。8月23日上午，萧军被要求服半天劳役，但萧军认为其非法，与《十六条》政策不合。中午过后，北京市文联从北京女八中喊来了100多名红卫兵，在文联内部人员的指引下，红卫兵将文联、文化局的“反动学术权威”逐一揪出。萧军遭遇最惨，被揪倒在地，遭拳打脚踢、抽打皮带，还被挂上了“老牌反党分子——萧军”的牌子。其他被揪出的“黑帮分子”，也被挂上了诸如“牛鬼蛇神”之类的牌子，并遭皮带殴打。这一天，老舍刚从医院回来，但最后也被揪出。“黑帮”总共约有30人，殴打过后约下午两点，被分成两辆卡车，运往国子监。在国子监的孔庙大门前，围了许多人，数百名红卫兵燃起熊熊的大火堆，焚毁许多戏剧服装、道具、书籍等，以破四旧。在震天的口号声中，“黑帮分子”被迫围着跪在大火堆周围，并遭红卫兵轮番地殴打，殴打工具包括藤条杆、竹片刀、皮带，甚至还用上了舞台上的金瓜锤、黑红棍。就这样经过约三个小时的折磨，最后每位“黑帮分子”被要求举着牌子在火堆旁照相。
老舍头部被打伤流血，后用水袖包着，两小时后提前被送返文联，但被新来的红卫兵看作奇装异服，又遭批斗，草明出来揭发老舍把《骆驼祥子》的版权卖给了美国，更加引起红卫兵的激愤，而后老舍将牌子摘下，落下时碰到了红卫兵，被认作打了红卫兵，而成为“反革命”的行为，随后文联的人（浩然）即要求将老舍移送派出所。老舍在派出所待到深夜，后由家人接回。8月24日上午，老舍出门后即失踪。25日上午，在太平湖中发现了老舍的遗体。
萧军被送返文化局后，被锁在传达室旁的空房子内，不给饮食。晚上女儿萧耘、儿子萧鸣前来寻找，也被殴打，后萧鸣被绑去。萧耘当晚前往国务院接待站，后通过国务院干预，由“八一”红卫兵郭昌垣等进驻，将“黑帮分子”集中到后院，文化局的局势才得到控制。

## 名单

### 被批斗者
- 赵鼎新：北京市文化局局长，党组书记
- 张梦庚：北京市文化局副局长、党组副书记
- 田兰（田蓝）：北京市文化局党组副书记、北京市文联秘书长
- 老舍：北京市文联主席（挂名）
- 荀慧生：四大名旦之一，北京戏曲研究所所长
- 侯喜瑞：著名的花脸演员
- 白云生：著名昆曲演员，原名白瑞生
- 苏辛群：北京市文化局办公室主任
- 张季纯：北京市文联主席
- 顾成国
- 江枫
- 端木蕻良
- 萧军 (肖军)
- 骆宾基
- 胡彬：评剧院院长、党委书记
- 胡沙
- 邱怀平
- 杜金喜
- 季明
- 宋海波
- 丰运群
- 王松声
- 张增年
- 顾森柏
- 方华
- 郝成
- 陈天戈
- 王诚可
- 曾伯融
- 苏辛群
- 张国础
- 商白苇
- 金紫光
- 张治

### 领导者
- 赵树藩
- 浩然：北京市文联革委会副主任，《金光大道》的作者
- 马联玉：北京市文联革委会副主任
- 张彬：北京市文化局革委会筹委会主任
- 葛献挺：北京市文化局文化局革委会筹委会副主任

## 善后
1980年代，对于“8·23”事件，北京曾展开专门调查，北京市文化局(85)京文发字第22号文件，《关于老舍非正常死亡及有关责任人的调查报告》中讲：

8·23事件并不是一起有组织、有预谋的事件，而是几件极左行动偶然发生在一天内的巧合。通过调查了解，未发现一个总的负责人。

1990年代末，作家郑实、傅光明开始对有关知情者进行了采访，但发现证人各执一词、莫衷一是，对于一些关键点，如“谁喊来了女八中的红卫兵”，仍然没有较一致的说法。而当年北京女八中红卫兵，跟那个时代的其他红卫兵一样，随后就自愿下放到了农村，度过了艰苦的岁月。其中的一位在接受采访，回想起这则难堪的事件时，不禁流下了眼泪，并通过采访者向老舍、萧军家人致歉。

### 引用
1. ↑  . 中国网. 中国新闻网. 2014-07-09. （原始内容存档于2019-12-10） （中文）.
2. 1 2  . 新华网. 《天天新报》. 2009-02-10. （原始内容存档于2009-02-13） （中文）.
3. ↑  王友琴. . 芝加哥大学. （原始内容存档于2018-10-29） （中文）.
4. ↑  傅光明. . 中国现代文学馆. 2000-08-16. （原始内容存档于2022-04-19） （中文）.
5. ↑  王友琴. . 《炎黄春秋》.   [2019-12-10]. （原始内容存档于2019-12-10） （中文）.
6. ↑  王友琴.  (PDF). 芝加哥大学. （原始内容 (PDF)存档于2016-10-12）.
7. ↑  . 炎黄春秋.   [2019-12-10]. （原始内容存档于2019-12-10）.
8. ↑  . 香港中文大学.   [2019-12-10]. （原始内容存档于2019-06-09）.

### 书籍
- 郑实、傅光明：《太平湖的记忆——老舍之死》，海天出版社，2001年，ISBN 7-80654-505-0